# Cydia corollana
Cydia corollana is een vlinder uit de familie bladrollers (Tortricidae). De wetenschappelijke naam is voor het eerst geldig gepubliceerd in 1823 door Hübner.
De soort komt voor in Europa.